# Hadropithecus
 Hadropithecus  ist eine ausgestorbene Gattung der Primaten, die bis vor rund 1000 Jahren auf der Insel Madagaskar lebte. Die einzig beschriebene Art ist Hadropithecus stenognathus. Zusammen mit dem ebenfalls ausgestorbenen Archaeolemur bildet er die Gruppe der Archaeolemuridae.

## Merkmale

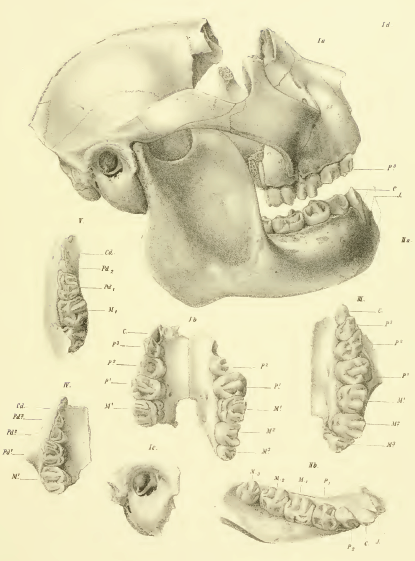
Schädel und Kieferfragmente von Hadropithecus stenognathus

Die einzige Art der Gattung, Hadropithecus stenognathus, war ein relativ großer, vermutlich hauptsächlich am Boden lebender Primat. Er erreichte ein geschätztes Gewicht von über 20 Kilogramm, der Schädel war 13 bis 14 Zentimeter lang. Die Arme und Beine waren kurz und kräftig, die Hände und Füße pfotenähnlich, die Schnauze war auffallend verkürzt. Die Molaren und die hinteren Prämolaren bildeten eine ausgeprägte Kaufläche, im Gegenzug waren die oberen Schneidezähne und der für Feuchtnasenaffen typische Zahnkamm rückgebildet. Vermutlich lebte Hadropithecus im offenen Grasland und ernährte sich von Gräsern und Wurzeln, ähnlich wie der heutige Dschelada, eine ansonsten bei Primaten kaum bekannte Lebensweise.

## Aussterben
Hadropithecus ist von mehreren Fundorten bekannt, die auf ein Alter von 2000 bis 1000 Jahren datiert werden. Ihr Aussterben stand vermutlich in direktem Zusammenhang mit der menschlichen Besiedlung ihrer Heimatinsel vor 1500 Jahren. Im Zuge dieser Besiedlung sind eine Reihe von Großtieren, auch Primatenarten wie die Riesenlemuren, vermutlich aufgrund der Bejagung und der Zerstörung ihres Lebensraums ausgestorben.